# San Pedro Nonualco
San Pedro Nonualco és un municipi del Salvador que pertany al Departament de La Paz. Està ubicat a la regió paracentral del país, prop de la riba del riu Jiboa.
El municipi té una extensió territorial de 27.5 km² i una població de 10,045 habitants (estimació del 2007). El municipi està integrat per un nucli urbà, dividit en 6 barris, a més de 7 cantons rurals. Les principals activitats econòmiques de la població són el cultiu de taronges, llimones, musàcies, a més de llegums bàsics i canya de sucre.
Limita al nord amb el municipi de Santa María Ostuma, al sud amb el municipi de Santiago Nonualco, a l'est amb el municipi de Guadalupe (del departament de San Vicente) i San Santiago Nonualco, i a l'oest amb els municipis de San Juan Tepezontes i San Miguel Tepezontes, amb el límit natural del riu Jíboa.

## Divisió política i administrativa

### Barris
El Centro. El Calvario. San Francisco.
San José. Guadalupe. Concepción.

### Cantons
Hacienda Vieja. 	
San Juan Nahuistepeque.
San Ramón. 	
El Lazareto.
La Comunidad.
El Roble.
La Carbonera.

## Història

### Època precolombina
Fou fundat per tribus yaquis o pipiles vers els segles XI ó XII. La tribu dels nonualcos va habitar al departament de La Paz i en la part sud del Departament de San Vicente, entre els rius Jiboa i Lempa, i els seus primers habitants eren guerrers. En nàhuatl, Nonualco significa “indret de muts”, atès que prové de “nonual” que significa mut i de “co”, que és un sufix de lloc.

### Època colonial
En aquesta època, pels volts del 1550, la seva activitat econòmica més important fou la producció de cacau. Tenia una població de 1.300 indígenes.

#### Cronologia
1770: En aquell any va pertànyer a la capellania de Santiago Nonualco i tenia 634 habitants, repartits en 131 famílies.
1786: Fou annexionat al partit de Zacatecoluca, un dels més importants de la intendència de San Salvador.
1807: La població era de 526 personas, amb la següent composició ètnica: 212 indígenes y 314 mestissos, la qual cosa evidencia la progressiva barreja de races dels pobladors.
1832: Insurrecció d'Anastasio Aquino

### El "Regne dels Nonualcos"
El 1832 El Salvador es trobava en un estat d'anarquia després que l'intent del president Cornejo de separar l'estat de la confederació centreamericana (i el suport a la invasió de Guatemala per Arce, des de Mèxic) portes a la intervenció del president federal Morazán (6 de gener de 1832). Derrotat Cornejo a Iocoro (derrota que va suposar la seva deposició i empresonament) la presidència va passar a Mariano Prado, del Partit Liberal, que era vicepresident, i que després va assumir la presidència constitucional el 30 de maig de 1832.
Contra Prado es va revoltar el coronel Narciso Benítez a San Miguel, i després també el poble a la capital San Salvador el 24 d'octubre de 1832. Prado, que va haver de traslladar la seva capital a Cojutepeque, va aconseguir sufocar la revolta popular però li va caldre mobilitzar forces importants, la qual cosa el va obligar al reclutament forçós entre les capes més humils del poble i entre els indis. Els indis pipiles, dirigits per Anastasio Aquino, es van revoltar contra el reclutament i contra l'augment de l'impost de l'anyil. Amb un exèrcit format per un miler d'indis, Aquino va prendre el títol de rei dels Nonualcos i va decretar l'abolició de la usura, dels impostos, dels deutes, de les lleves militars i de la fabricació d'aiguardent (que causava estralls entre els indis).
Una nova revolta a San Salvador va forçar Prado a dimitir i deixar la presidència en mans del vicepresident Joaquín de San Martín (9 de febrer de 1833). El primer èxit del nou president fou la liquidació de la rebel·lió de Benítez a San Miguel. A l'abril del 1833 Aquino va patir una derrota decisiva, va caure presoner, i fou executat poc després. L'1 de juliol de 1833 San Martín, després del seu període d'interinitat, va assumir la presidència constitucional, càrrec en el qual va estar un any durant el qual va liquidar les restes de la revolta.

### Període contemporani
El municipi va obtenir el títol de "villa" el febrer del 1875.
El 10 d'abril de 1912, l'Assemblea Legislativa va emetre un decret segons el qual s'atorgava el títol de "ciutat" a la "Villa de Sant Pedro Nonualco". Igualment fou elevada a cap de districte.
Aquest nou districte, quart i últim de Departament de La Paz, es va constituir de la següent manera: San Pedro Nonualco, Santa María Ostuma, Jerusalén i La Ceiba, separats del districte de Zacatecoluca; i Paraíso de Osorio i San Emigdio, separats de San Pedro Masahuat.